# Михайлов, Сергей Николаевич
Сергей Николаевич Михайлов (20 марта 1907, Санкт-Петербург — ?) — советский руководящий работник высшей школы. Первый директор Пензенского педагогического института имени В.Г. Белинского с 1939 по 1942 гг. Делегат XVIII съезда ВКП(б) (1939). 

## Биография
Родился 20 марта 1907 года в городе Санкт-Петербурге.
С 1914 по 1921 гг. - воспитанник детских домов.
Трудовую деятельность начал с 14 лет на заводах г. Пскова.
В 1928 году окончил рабочий факультет Ленинградского государственного университета.
С 1928 по 1930 гг. работал на Ленинградском заводе «Красный металлист».
В 1933 г. окончил Ленинградский институт советского строительства. После этого работал в г. Свердловске инструктором в облисполкоме, методистом, директором учебного комбината.
В 1936-1938 гг. - преподаватель Куйбышевской областной школы советского строительства, заведующий отделом агитации и пропаганды, секретарь Фрунзенского райкома ВКП(б).
В феврале 1939 года командирван в г. Пенза. В марте 1939 г. избран секретарем Пензенского обкома ВКП(б) по кадрам. Является делегатом XVIII съезда ВКП(б).
В октябре 1939 г. был назначен директором Пензенского учительского института. После образования Пензенского педагогического института в 1941 г. работал его первым директором до 1942 года.